# Tấn công khách sạn Nairobi 2019
| [Bản đồ tương tác toàn màn hình]       |                                                               |
| Xem nơi bị tấn công bằng OpenStreetMap |                                                               |
|                                        | Biểu đồ hiện đang tạm thời không khả dụng do vấn đề kĩ thuật. |

Tấn công phức tạp Nairobi DusitD2 là một cuộc tấn công khủng bố vào ngày 15 tháng 1 năm 2019 tại khu vực Westlands của Nairobi, Kenya.

## Bối cảnh
Nhóm phiến quân Hồi giáo Al-Shabaab đã phản đối sự can dự của Kenya vào Nội chiến Somalia. Nhóm khủng bố trước đó đã tấn công vùng ngoại ô Westlands trong vụ tấn công trung tâm mua sắm Westgate 2013 khiến 67 người thiệt mạng.

## Vị trí
Vụ tấn công xảy ra tại 14 Riverside Drive, ở Westlands, Nairobi, Kenya. Đây là một tổ hợp khách sạn và văn phòng cao cấp, nơi tổ chức Khách sạn DusitD2 và Ủy ban phân bổ doanh thu.

## Chi tiết
Vụ việc bắt đầu lúc 14:30 ngày 15 tháng 1 năm 2019, và được kết thúc gần 10h ngày hôm sau. Các báo cáo ban đầu là về tiếng súng bắn và hai vụ nổ tại khách sạn. Những kẻ tấn công, ước tính số lượng từ bốn đến sáu người, đã đến trên hai xe và buộc lính canh phải mở cổng của 14 Riverside Drive bằng cách bắn vào họ. Cảnh sát chuyên gia thuộc Đơn vị Dịch vụ Tổng hợp chống độc quyền đã được gửi đến để chiến đấu với các tay súng. Một thành viên của Dịch vụ hàng không đặc biệt và SEALs của Hải quân Hoa Kỳ, những người đang huấn luyện tại Kenya, cũng đã tham gia chống trả. Trong khi người ta đã nghĩ rằng cuộc tấn công đã được vô hiệu hóa sau vài giờ, tiếng súng và tiếng nổ lại được nghe thấy vào sáng sớm ngày 16 tháng 1.
Tổng thống Kenya Uhuru Kenyatta ban đầu nói rằng 14 người đã thiệt mạng, bao gồm tất cả những kẻ khủng bố; Hội Chữ thập đỏ Kenya tuyên bố số người chết là 24. Sau đó vào ngày 16 tháng 1 năm 2019, có tuyên bố là 21 người đã thiệt mạng.
Al-Shabaab đã nhận trách nhiệm về vụ tấn công trong một tuyên bố được đưa ra trong cuộc tấn công. Tổ chức này tuyên bố rằng cuộc tấn công là "một phản ứng đối với quyết định của Tổng thống Mỹ Donald Trump công nhận Jerusalem là thủ đô của Israel".